# Margot Foster
Margot Foster, avstralska veslačica, * 3. oktober 1958. 
Fostrova je z avstralsko posadko četverca s krmarjem leta 1984 na Olimpijskih igrah v Los Angelesu osvojila bronasto medaljo. To je bila prva olimpijska medalja v ženskem veslanju za Avstralijo. 